# Robert Kozyrski
Robert Kozyrski (ur. 16 października 1971 w Chełmie) – polski historyk, dr hab. nauk humanistycznych, profesor uczelni Instytutu Historii Wydziału Nauk Humanistycznych Katolickiego Uniwersytetu Lubelskiego Jana Pawła II.

## Życiorys
W 1996 ukończył studia historyczne w Katolickim Uniwersytecie Lubelskim, 12 listopada 2003 obronił pracę doktorską Sejmik szlachecki ziemi chełmskiej w latach 1648-1717, 4 listopada 2015 habilitował się na podstawie pracy zatytułowanej Duchowieństwo, kościoły i religia w dokumentach sejmików województwa ruskiego w epoce konfesjonalizacji Rzeczypospolitej Obojga Narodów 1648-1768. W 1998 został zatrudniony w Instytucie Geografii Historycznej Kościoła w Polsce Katolickiego Uniwersytetu Lubelskiego Jana Pawła II.
Jest profesorem uczelni w Instytucie Historii (Ośrodek Badań nad Geografią Historyczną Kościoła w Polsce) na Wydziale Nauk Humanistycznych Katolickiego Uniwersytetu Lubelskiego Jana Pawła II.

## Publikacje

### Monografie
1. Bibliografia map i planów opracowanych w Instytucie Geografii Historycznej Kościoła w Polsce KUL i wydanych w latach 1956-2000, Lublin 2001.
2. Sejmik szlachecki ziemi chełmskiej 1648-1717, Lublin 2006.
3. [współautor] Od prehistorii do współczesności. Odkrywanie lokalnej tożsamości mieszkańców Siedliszcza – monografia historyczna, Siedliszcze 2011.
4. [współautor, redaktor] Atlas historyczny (archi)diecezji lubelskiej 1805-2010. The Historical Atlas of the Lublin (Arch)Diocese 1805-2010, red. H. Gapski, Lublin 2011, (Geografia Historyczna Kościoła w Polsce, 1: Metropolia Lubelska. Archidiecezja Lubelska).
5. Duchowieństwo, kościoły i religia w dokumentach sejmików województwa ruskiego w epoce konfesjonalizacji Rzeczypospolitej Obojga Narodów 1648-1768, Lublin 2013.
6. [red.] Historia, ludzie i miejsca. Księga pamiątkowa Profesora Henryka Gapskiego, Lublin 2019.
7. [współautor, redaktor] Atlas historyczny metropolii przemyskiej. (Archi)diecezja przemyska, diecezja rzeszowska, diecezja zamojsko-lubaczowska ok. 1340-2018. The Historical Atlas of the Metropolis of Przemyśl. (Arch)Diocese of Przemyśl, Diocese of Rzeszów, Diocese of Zamość-Lubaczów around 1340-2018, red. Gapski, Lublin 2019, (Geografia Historyczna Kościoła w Polsce, 2: Metropolia przemyska. (Archi)diecezja przemyska, Diecezja rzeszowska, Diecezja zamojsko-lubaczowska), Lublin 2019.